# Eleukadiusz

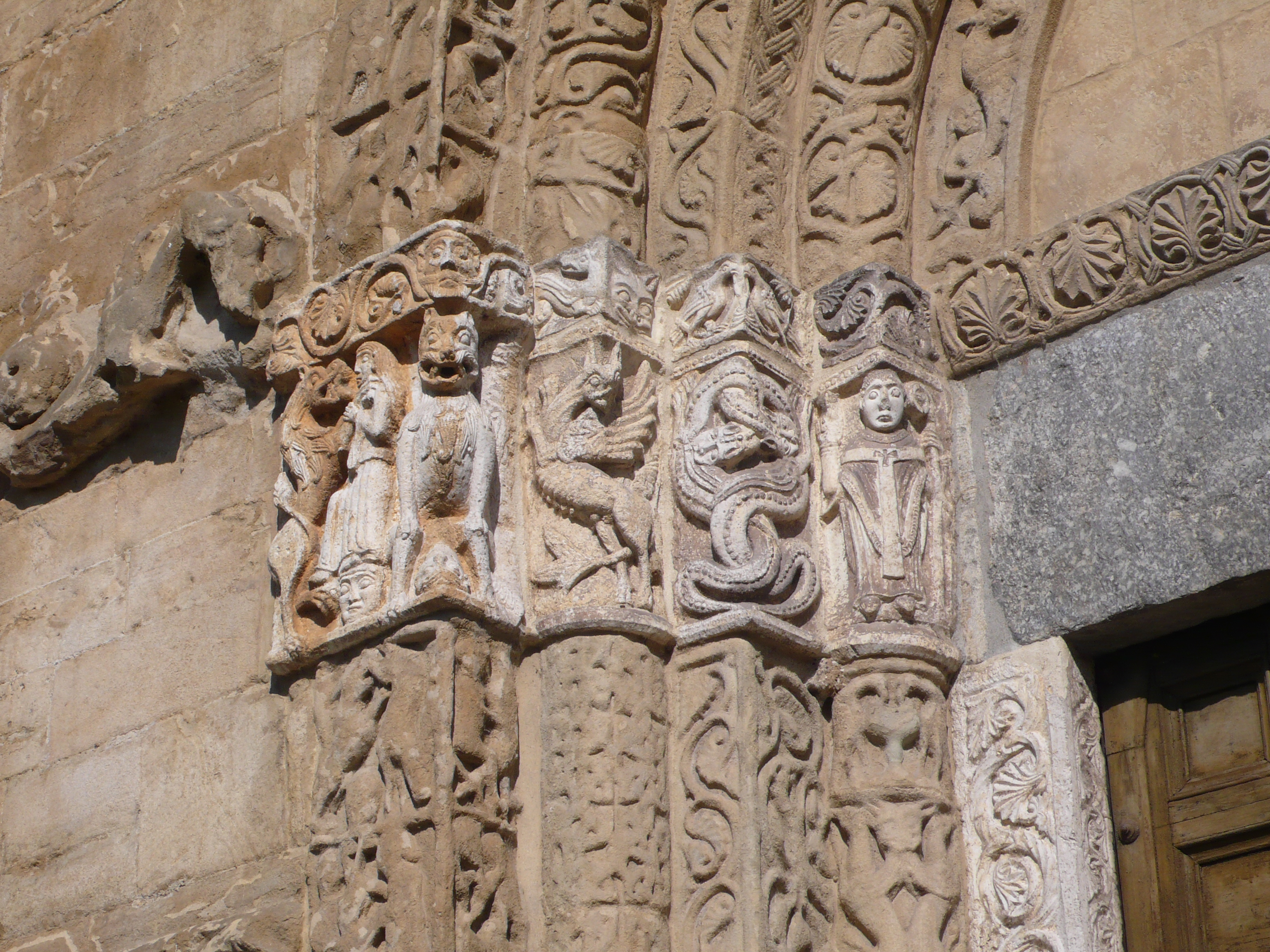
Przedstawienie św. Eleukadiusza na jednym z portali bazyliki św. Michała Większego w Pawii, w której także spoczywają szczątki św. Eleukadiusza

Eleukadiusz – imię męskie, oznaczające "przybyły z Elidy (na Peloponezie)".
Eleukadiusz imieniny obchodzi 14 lutego, jako wspomnienie św. Eleukadiusza, biskupa Rawenny w 100 r., zm. 14 lutego 112 r. z przyczyn naturalnych.